# Nierównowagowe symulacje klimatu
Nierównowagowe symulacje klimatu (ang. transient climate simulation) – symulacje zachowania atmosfery lub oceanu dla określonego czasu za pomocą modelu ogólnej cyrkulacji. W takich symulacjach zmienia się koncentrację gazów cieplarnianych w sposób ciągły starając się przybliżyć jak najbardziej realistycznie sytuację (np koncentracje gazów cieplarnianych w danym roku). Obecnie (2006) zazwyczaj modeluje się okres 1850-2100. Tego typu obliczenia numeryczne trzeba skontrastować z tzw. równowagowymi symulacjami klimatu.